# Letterkenny
Letterkenny (în irlandeză Leitir Ceanainn), cunoscut uneori și ca Orașul Catedrală, este un oraș din comitatul Donegal, Republica Irlanda, aflat pe râul Swilly, regiunea Ulster.